# Galatheidae
De Galatheidae zijn een familie van tienpotige kreeftachtigen uit de infraorde Anomura.

## Kenmerken
Ze hebben een goed ontwikkelde waaierstaart, waardoor ze gelijkenis vertonen met kreeften.

## Leefwijze
Deze voornamelijk nachtactieve dieren schuilen overdag onder stenen of in spleten. Ze ontsnappen aan hun belagers dankzij een slag met hun achterlijf, waardoor ze naar achteren wegschieten.

## Geslachten
- Alainius Baba, 1991
- Allogalathea Baba, 1969
- Allomunida Baba, 1988
- Coralliogalathea Baba & Javed, 1974
- Fennerogalathea Baba, 1988
- Galathea Fabricius, 1793
- Janetogalathea Baba & Wicksten, 1997
- Lauriea Baba, 1971
- Macrothea Macpherson & Cleva, 2010
- Nanogalathea Tirmizi & Javed, 1980
- Phylladiorhynchus Baba, 1969
- Triodonthea Macpherson & Robainas-Barcia, 2013
- † Acanthogalathea Müller & Collins, 1991
- † Lessinigalathea De Angeli & Garassino, 2002
- † Lophoraninella Glaessner, 1945
- † Luisogalathea Karasawa & Hayakawa, 2000
- † Mesogalathea Houša, 1963
- † Palaeomunida Lőrenthey, 1901
- † Spathagalathea De Angeli & Garassino, 2002